# Valerij Horodov
Valerij Vasyl'ovyč Hodorov, noto soprattutto con il nome sovietico Valeriy Godorov (in ucraino Валерій Васильович Городов?, in russo Валерий Васильевич Городов?, angl. Valeriy Vasylyovich Horodov; Voronež, 14 febbraio 1961), è un allenatore di calcio ed ex calciatore ucraino, di ruolo portiere.

## Carriera

### Club
Durante la sua carriera veste le maglie di Salyut, Iskra Smolensk, Dnepr (poi Dnipro), RS Settat, Uralmash, Fakel e Kryvbas totalizzando almeno 460 partite da professionista.
Con il Dnepr vince la Coppa della federazione nel 1986 e quattro trofei nel biennio 1988-1989, conquistando il campionato, la Coppa, la Supercoppa e la Coppa della federazione. Nel 1996 conquista una promozione nella massima divisione russa con il Fakel Voronezh.
Gioca una partita di Coppa UEFA 1988-1989 dove il Dnepr si fa escludere dal Bordeaux (2-3). L'anno seguente disputa la Coppa Campioni dove gioca sei incontri (superando Linfield e Swarovski ma perdendo contro il Benfica) subendo sette reti. Partecipa anche alla Coppa UEFA 1990-1991 dove il Dnepr viene estromesso dall'Hearts (2-4).
Appese le scarpe al chiodo diventa allenatore.

## Palmarès

### Club

#### Competizioni nazionali
- Vysšaja Liga: 1

Dnepr: 1988
- Kubok SSSR: 1

Dnepr: 1988-1989
- Superkubok SSSR: 1

Dnepr: 1988
- Kubok Federacii SSSR: 2

Dnepr: 1986, 1989